# Engelsk (fag)
 For alternative betydninger, se Engelsk. (Se også artikler, som begynder med Engelsk)
Engelsk (eller anglistik) er et fag, der omfatter flere forskellige videnskabelige discipliner, der alle fokuserer på den engelsktalende verden dvs. USA, Storbritannien, Australien, Jamaica, Sydafrika, Canada, Indien osv. Fagets discipliner omfatter lingvistik, grammatik, oversættelse, litteraturvidenskab, filmvidenskab, historie og kulturstudier. Før 2. verdenskrig var faget ofte orienteret mod højkultur, men med bl.a. Raymond Williams’ bidrag orienterer engelskfaget sig i dag ofte bredere og studerer således både traditionelt prestigiøs litteratur som Shakespeare og Lord Tennyson såvel som andre udtryksformer som tv-serier og film, der med tiden har også opnået mere prestige som kunstformer. I Danmark blev det George Stephens (1813-1895), der i 1855 blev landets første professor i engelsk. Det findes ved Københavns Universitet, der var landets eneste universitet, indtil Aarhus Universitet blev oprettet i 1928. I dag er engelsk et fag, der studeres verden over og alle de fem danske universiteter der har et humanistisk fakultet, har eller har haft et engelskstudie. RUC har nedlagt faget.

## Sprogvidenskabelig del
Engelskfagets lingvistiske delmængde undersøger det engelske sprogs opbygning, grammatik, sprogbrug, udvikling og udbredelse. Fx studerer sociolingvistiske forskere, hvordan fx nogle sorte amerikaneres sprog har særegne sproglige udtryk ift. udtale ("aks" i stedet for for "ask") og grammatik (fx "I done buy it." i stedet for "I bought it.") Sproghistorikere - som fx danskeren Otto Jespersen - har derimod undersøgt, hvordan vokallyde ændrede sig i perioden 1350-1700. Lingvister i engelskfaget undersøger også fx hvordan man bedst gør det muligt for børn og unge mennesker at tilegne sig fremmedsprog eller hvordan det engelsk sprog har bestemte kendetegn ift. at udtrykke fænomener som køn og sex.